# 早阳乡
早阳乡是中国陕西省安康市汉滨区下辖的一个乡。

## 行政区划
早阳乡下辖以下行政区：
东湾村、龙泉村、早阳村、台竹村、庄沟村、东村、永胜村、石湾村、中厂村、丁河村、杨湾村、两河村、大安村、王庄村、大树村、赵山村、寨垭村、吉庆村、纸房村、界岭村